# Ilkley Trophy 2024 - Doppio maschile
Il doppio maschile del torneo di tennis professionistico Ilkley Trophy 2024, facente parte della categoria Challenger 125 nell'ambito dell'ATP Challenger Tour 2024, si è giocato dal 17 al 23 giugno a Ilkley, nel Regno Unito. Tra le coppie partecipanti erano assenti Gonzalo Escobar e Oleksandr Nedovjesov, i detentori del titolo.
In finale Evan King e Reese Stalder hanno sconfitto Christian Harrison e Fabrice Martin con il punteggio di 6–3, 3–6, [10–6].

## Teste di serie
1. Nicolás Barrientos /  Francisco Cabral (semifinale)
2. Sriram Balaji /  Luke Johnson (quarti di finale)

1. Grégoire Jacq /  Skander Mansouri (primo turno)
2. Evan King /  Reese Stalder (campioni)

## Wildcard
1. Jay Clarke /  Marcus Willis (primo turno)

1. Charles Broom /  Ben Jones (ritirati)

## Ranking protetto
1. Marcus Daniell /  Matwé Middelkoop (semifinale)

## Alternate
1. Joshua Paris /  Ryan Peniston (primo turno)

## Tabellone

### Legenda
| - Q = Qualificato - WC = Wild card - LL = Lucky loser | - ALT = Alternate - SE = Special Exempt - PR = Protected Ranking | - w/o = Walkover - r = Ritirato - d = Squalificato |

|  | Primo turno | Primo turno                       | Primo turno                   | Primo turno | Primo turno |  |  | Quarti di finale | Quarti di finale       | Quarti di finale       | Quarti di finale       | Quarti di finale |   |     | Semifinali | Semifinali              | Semifinali            | Semifinali                        | Semifinali |   |     | Finale | Finale | Finale | Finale | Finale |  |
|  |             |                                   |                               |             |             |  |  |                  |                        |                        |                        |                  |   |     |            |                         |                       |                                   |            |   |     |        |        |        |        |        |  |
|  | 1           | N Barrientos F Cabral             | 62                            | 6           | [10]        |  |  |                  |                        |                        |                        |                  |   |     |            |                         |                       |                                   |            |   |     |        |        |        |        |        |  |
|  |             | R Bollipalli N Kaliyanda Poonacha | 7                             | 3           | [8]         |  |  | 1                | N Barrientos F Cabral  | 7                      | 65                     | [13]             |   |     |            |                         |                       |                                   |            |   |     |        |        |        |        |        |  |
|  |             | T Schoolkate J-P Smith            | T Schoolkate J-P Smith        | 6           | 6           |  |  |                  | T Schoolkate J-P Smith | 65                     | 7                      | [11]             |   |     |            |                         |                       |                                   |            |   |     |        |        |        |        |        |  |
|  | WC          | J Clarke M Willis                 | J Clarke M Willis             | 4           | 4           |  |  |                  |                        |                        |                        |                  |   |     | 1          | N Barrientos F Cabral   | N Barrientos F Cabral | 64                                | 4          |   |     |        |        |        |        |        |  |
|  | 4           | E King R Stalder                  | E King R Stalder              | 7           | 6           |  |  |                  |                        | 4                      | E King R Stalder       | E King R Stalder | 7 | 6   |            |                         |                       |                                   |            |   |     |        |        |        |        |        |  |
|  |             | T Barrios Vera C Garín            | T Barrios Vera C Garín        | 5           | 3           |  |  | 4                | E King R Stalder       | E King R Stalder       | 7                      | 6                |   |     |            |                         |                       |                                   |            |   |     |        |        |        |        |        |  |
|  |             | A Chandrasekar A Kadhe            | A Chandrasekar A Kadhe        | 4           | 6           |  |  |                  | A Göransson S Verbeek  | A Göransson S Verbeek  | 61                     | 2                |   |     |            |                         |                       |                                   |            |   |     |        |        |        |        |        |  |
|  |             | A Göransson S Verbeek             | A Göransson S Verbeek         | 6           | 78          |  |  |                  |                        |                        |                        |                  |   |     | 4          | Evan King Reese Stalder | 6                     | 3                                 | [10]       |   |     |        |        |        |        |        |  |
|  |             | S Arends D Pel                    | 6                             | 3           | [10]        |  |  |                  |                        |                        |                        |                  |   |     |            |                         |                       | Christian Harrison Fabrice Martin | 3          | 6 | [6] |        |        |        |        |        |  |
|  |             | T Arribagé M Martineau            | 4                             | 6           | [6]         |  |  |                  | S Arends D Pel         | S Arends D Pel         | 5                      | 3                |   |     |            |                         |                       |                                   |            |   |     |        |        |        |        |        |  |
|  |             | C Harrison F Martin               | 6                             | 65          | [10]        |  |  |                  | C Harrison F Martin    | C Harrison F Martin    | 7                      | 6                |   |     |            |                         |                       |                                   |            |   |     |        |        |        |        |        |  |
|  | 3           | G Jacq S Mansouri                 | 3                             | 7           | [8]         |  |  |                  |                        |                        |                        |                  |   |     |            | C Harrison F Martin     | 3                     | 6                                 | [11]       |   |     |        |        |        |        |        |  |
|  | PR          | M Daniell M Middelkoop            | M Daniell M Middelkoop        | 6           | 6           |  |  |                  |                        | PR                     | M Daniell M Middelkoop | 6                | 2 | [9] |            |                         |                       |                                   |            |   |     |        |        |        |        |        |  |
|  | Alt         | J Paris R Peniston                | J Paris R Peniston            | 4           | 4           |  |  | PR               | M Daniell M Middelkoop | M Daniell M Middelkoop | 7                      | 6                |   |     |            |                         |                       |                                   |            |   |     |        |        |        |        |        |  |
|  |             | J Nedunchezhiyan VS Prashanth     | J Nedunchezhiyan VS Prashanth | 3           | 5           |  |  | 2                | S Balaji L Johnson     | S Balaji L Johnson     | 63                     | 4                |   |     |            |                         |                       |                                   |            |   |     |        |        |        |        |        |  |
|  | 2           | S Balaji L Johnson                | S Balaji L Johnson            | 6           | 7           |  |  |                  |                        |                        |                        |                  |   |     |            |                         |                       |                                   |            |   |     |        |        |        |        |        |  |